# Cook da Books
Cook da Books（同時稱為 Cook the Books 、Big in France和Da Books）是一支來自英國利物浦的英國新浪潮音樂樂隊，成立於1980年。發行了兩張專輯和十一首單曲。

## 歷史
Cook da Books樂隊於1980年在利物浦法扎克利成立，由酒吧/歌舞表演巡迴樂隊The Dogems和Brooklyn的前成員組成，這兩支樂隊與利物浦的朋克和新浪潮音樂界並無聲，但他們都是能幹的音樂家，從 Hilda Fallon Roadshow 時期便獲得了緊密的和 Kid Our 其他當地樂隊類似。最初的陣容是 Kevin Kunky Kelly (吉他/主唱)、Peter "Digsy" Deary (主唱、吉他)、Owen Moran (貝斯、主唱)、Tony Prescott (鍵盤) 和John Legget (鼓)。
他們最初憑藉廣受好評且充滿政治色彩的首支單曲《Piggie in the Middle 8》引起人們的關注，這首歌曲挑釁之處歌詞描述了托克斯泰斯暴動。樂隊經理向著名雷鬼音樂製作人丹尼斯·博維爾播放了一段樣曲，後者最近剛剛與珍妮特·凱的《Silly Games》合作製作了一張排名第二的唱片，因此他同意在倫敦的 Studio80 製作這首歌曲。同時跟 Probe Records達成了進一步協議，在新興的獨立市場發行這張唱片。這是Probe唱片公司發行的首張唱片；發行後，該唱片公司與許多藝人合作，並得到了巨大成功。當地攝影師約翰·斯托達特被邀請為7英寸和12英寸袖子創作藝術作品。在第一次樂團演出之後，斯托達特繼續為許多樂團拍照，其中最著名的作用是《法蘭基去好萊塢》，該樂隊取得了巨大成功。
這首單曲讓他們引起了音樂家弗拉基米爾·科斯瑪的注意，他將樂團的三首曲目收錄在法國電影《初戀2》的配樂中。電影中的幾個場景都是在 Cook da Books 的現場表演中設定的，樂隊最後以表演歌曲《Your Eyes》結束，這首歌在歐洲、香港和菲律賓大獲成功，銷量超過90萬張，為樂隊贏得了一張金唱片。儘管樂隊在英國本地和美國仍然鮮為人知，也為樂隊帶來了國際認可。隨後還有更多現場表演，包括與Men at Work、Joan Armatrading和the Undertones一起在英國和美國高調巡迴演出。他們在與維珍唱片公司合作期間在利物浦市中心建立了一個錄音和排練場地。然而，隨著交易終止，他們的經紀人約翰·史密斯將其賣給了另一支利物浦樂隊Echo & the Bunnymen。
樂隊又為約翰皮爾的BBC廣播一台 節目錄製了兩場演出（分別於1983年和1984年），並為西蒙·貝茨節目錄製了一場。他們於1985年出現在英國廣播公司電視節目《Whistle Test》中。1984年，他們為羅尼·弗洛德的《Jobs For the Boys》合輯專輯貢獻了“Piggy In The Middle 8”的試聽版本，該專輯的發布旨在強調撒切爾夫人統治下的英國，特別是利物浦就業機會缺乏問題。
儘管《La Boum 2》的配樂由 Polymer 唱片發行，而且他們也簽約了 10 Records（維京唱片的一部分），但 Cook Da Books 在其整個職業生涯中一直保持著高度獨立，經營著自己的唱片公司 Kiteland唱片。根據樂隊成員在1983年接受《Explicit》雜誌採訪時所說：「獨立意味著我們可以自由選擇任何我們想要的東西，可以在任何時間、任何地點銷售我們想要的產品」。
1985年，他們為法國科幻動畫片《斯巴達克斯與海底的太陽》的配樂演唱了科斯瑪創作的歌曲《斯巴達克斯》。那年，他們與Joan Armatrading在亞利桑那州的Gammage表演藝術中心舉辦了一場音樂會。
普雷斯科特離開後，剩餘三名成員簡單地組成了“Da Books”，並在一年後重新出現，翻唱了史蒂夫·旺德的《Living for the City》，由Probe Plus發行。他們還錄製了採用新歌詞的“The Lookout Is Out”（基於Plastic Bertrand 的“Asterix est là”的旋律），這是1986年動畫電影《阿斯特里克斯在英國》 的主題曲。
歌手暨吉他手 Peter "Digsy" Deary 繼續擔任Smaller主音，他的兄弟Stephen擔任鼓手，該樂隊在1996年和1997年憑藉《Wasted》和《Is》在英國獲得熱門單曲，並在他們的首張專輯《Definitely Maybe》中的歌曲《Digsy's Dinner》中得到了讚賞。綠洲樂團的諾埃爾·加拉格爾也曾為參與 Smaller 1997 年的專輯《Badly Badly》製作。隨後在21世紀，他成為The Sums樂隊主唱。
2012年，利物浦電影製片人丹尼爾·德雷珀和弗蘭基·考利拍攝了一部紀錄片以迪格西和歐文為主題，名為《我們不想打破它》。

## 風格
樂隊連同杜蘭杜蘭、U2和Squeeze比較。

## 唱片目錄

### 專輯
- 1983年: 《Outch》
- 1989年: 《Big Dreams》 (又名 Da' Books)

## 單曲/EP
顯示的排行榜位置來自UK Indie Chart。
- 1982年: 《Piggie in the Middle Eight》/ 《Turn to Black》 (No. 18)
- 1982年: 《Rich Men Don't》/《Low Profile》
- 1983年: 《Piggie in the Middle Eight》/《I Wouldn't Want to Knock It》
- 1983年: 《Your Eyes》 (No. 1)
- 1983年: 《Low Profile》/《Rich Men Don't》 (No. 13)
- 1983年: 《I Wouldn't Want to Knock It》/《Up in Smoke》/《In da Papers》 (No. 20)
- 1984年: 《Caress Me Like a Flower》/《Say Something Good》
- 1984年: 《Golden Age》/《Soho》
- 1985年: 《You Hurt Me Deep Inside》/《Piggie in the Middle Eight》/《Low Profile》
- 1986年: "Living for the City"/"All I Want is Everything"/"How Could You Be So Low"/"Giving Up the Acid"/"England May as Well Be Cuba"
- 1986年: "The Lookout Is Out" (theme song for the animated film Asterix in Britain)

### 合輯參與
- “This Is Not the Time”（收錄於“Crackin' Up at the Pyramid”合輯）（1982年5月）
- “Get It Together”/“Your Eyes”/“Silver Man”（收錄於《初戀2》原聲帶 LP）（法國：飛利浦，德國：Carrere）
- “Piggie in the Middle Eight”（新版）（《Jobs for the Boys》 合輯（Natalie Records）（1985年1月）

## 外部連結
- Unofficial fan page for Cook Da Books
- Cook da Books的Discogs页面（英文）
- Cook da Books在互联网电影资料库（IMDb）上的資料（英文）
- Cook da Books在互联网电影资料库（IMDb）上的資料（英文）